# HD 139493
HD 139493，又名BD+55 1766，SAO 29588、HR 5818，是一颗恒星，视星等为5.74，位于銀經87.08，銀緯49.45，其B1900.0坐标为赤經15h 33m 22.7s，赤緯+54° 49.45′ 38″。